# Francesco Paolo Tronca
Francesco Paolo Tronca (né le 31 août 1952 à Palerme) est un homme politique italien. Il a poursuivi ses études à l'université de Pise où il a reçu le titre de docteur en droit et en histoire. Au cours de sa carrière, il a principalement travaillé dans l'administration dans diverses villes de la péninsule.

## Biographie
Né dans une famille sicilienne en 1952, il étudie en Toscane dans les années 1970. En 1975, il devient docteur en jurisprudence auprès de l'université de Pise. En 1986, il obtient un diplôme similaire au sein de la même université.  
Il termine son service militaire comme officier de la Garde des finances. Après avoir passé le concours pour commissaire de police, il officie dès 1977 dans la ville de Varèse. Deux ans plus tard, il passe le concours de conseiller de préfecture et c'est alors qu'il commence à travailler dans l'administration publique. Il commence sa carrière comme responsable des secours auprès de la préfecture de Milan. 
En 1993, il est nommé chef de cabinet de la préfecture de la capitale lombarde. En 2000, il y devient vice-préfet.  
En mai 2003, il est nommé par le conseil des ministres préfet de la République. Il prend alors ses fonctions dans la ville de Lucques, en Toscane. Trois ans plus tard, il est de retour en Lombardie, à Brescia,,. 
En 2008, il est nommé chef du département du corpo nazionale dei vigili del fuoco, des secours publics et de la défense civile auprès du Viminale. 
En 2013, il prend les fonctions de préfet de Milan jusqu'à l'exposition universelle de 2015 qui se déroule dans la même ville. À la fin de son mandat, il est nommé par le conseil des ministres commissaire exceptionnel de la ville de Rome du 1er novembre 2015 au 22 juin 2016 en raison du départ du maire de la ville éternelle, Ignazio Marino. 
En 2017, il est nommé commissaire extraordinaire de l'Istituto per la Storia del Risorgimento italiano. La même année, il entre au sein du conseil d'État. 
Depuis 2020, il est membre du conseil d'administration du groupe Esselunga. Dans le même temps, il est toujours membre du conseil d'administration de l'université de Pise et professeur exceptionnel de droit public au sein de la Link Campus University di Roma. 
En 2021, il reçoit le prix « Curtatone e Montanara » de la part de l'université de Pise pour l'ensemble de son œuvre et pour sa connaissance de la période risorgimentale dont il a consacré plusieurs de ses travaux. 
Francesco Paolo Tronca possède une grande collection privée sur Giuseppe Garibaldi qui a fait l'objet de plusieurs expositions au public. 

## Œuvres
- (it) La condizione dello straniero nella codificazione statutaria pisana, Pise, 1987 (OCLC 886718356), thèse de doctorat.
- (it) « La condizione dello straniero e la Curia dei forestieri in Pisa nei secoli 12. e 13. », Sistema di rapporti ed élites economiche in Europa, secoli 12.-17.,‎ 1994 (OCLC 848701994).
- (it) Garibaldi : le immagini del mito nella collezione Tronca, Brescia, Grafo, 2007, 268 p. (ISBN 9788873857341, OCLC 878622563).
- (it) Giuseppe Garibaldi : tutt'altra Italia io sognavo; la collezione Tronca a Castel Sant'Angelo, Rome, Il Cigno GG Ed., 2011, 142 p. (ISBN 9788878312463, OCLC 799078871).
- Préface de (it) Il Corpo nazionale italiano dei vigili del fuoco : storia, architettura e tipi di intervento al tempo della sua costituzione (1900-1945), Rome, Rodorigo, 2013, 493 p. (ISBN 9788890920011, OCLC 956084319).
- (it) Viva l'imperatore! Viva l'Italia! : le radici del Risorgimento : il sentimento italiano nel ventennio napoleonico, Rome, Bastogi Libri, 2016, 239 p. (ISBN 9788899376338, OCLC 953835191), introduction.
- (it) Riflessioni in materia di specializzazione medica, Rome, Eurilink University Press, 2020, 107 p. (ISBN 9788885622999, OCLC 1277300333).

## Distinctions
Tronca a reçu pour sa carrière au sein du département des services de secours les récompenses suivantes, :
- Chevalier grand-croix de l'ordre du Mérite de la République italienne‎
- Chevalier grand-croix de l'ordre sacré et militaire constantinien de Saint-Georges.
- Chevalier grand-croix de l'ordre de Saint-Grégoire-le-Grand.
- Grand officier de l'ordre pro Merito Melitensi.
- Chevalier de la Légion d'honneur.